# Billy Bunter
William George Bunter, dit Billy Bunter, est un personnage de fiction créé par l'écrivain britannique Frank Richards, apparu en février 1908 dans le premier numéro du bimensuel jeunesse illustré The Magnet (en) au sein de la série Greyfriars School (en).
Adolescent obèse glouton, avide, raciste, paresseux et orgueilleux, Bunter, doté d'un optimiste et d'une confiance en lui à toute épreuve, se croit talentueux, élégant et aristocratique. Sa démesure en on fait un personnage très populaire au Royaume-Uni.
En 1939, Richards commence à adapter en bande dessinée les aventures de Billy Bunter avec le dessinateur C. H. Chapman (en) dans Knockout (en), un an avant l'arrêt de Magnet. Frank Minnitt (en) succède rapidement à Chapman ; son style rond apprécié des jeunes lecteurs font de Billy Bunter un « véritable phénomène de société ». À son décès en 1958, Reg Parlett lui succède et poursuit la série jusqu'en 1984 dans Knockout puis Valiant et TV Comics, dont la disparition signe l'arrêt de Billy Bunter.
Le succès de la bande dessinée et la fin des rationnements de papier poussent Hamilton à reprendre les versions littéraires du personnage : 38 nouveaux romans sont publiés de 1947 à 1967, tandis que la BBC diffusé 52 épisodes de Billy Bunter of Greyfriars School (en) entre 1952 et 1961.
Au début des années 1960 la bande dessinée est également publiée en français sous le titre Billy Boule.